# Dorka Drahota-Szabó
Dorka Drahota-Szabó (* 31. Januar 2002) ist eine ungarische Tennisspielerin.

## Karriere
Drahota-Szabó begann mit fünf Jahren mit dem Tennisspielen und bevorzugt Hartplätze. Sie spielte bislang vorwiegend auf der ITF Women’s World Tennis Tour, wo sie bislang vier Titel im Doppel gewinnen konnte.

## Turniersiege

### Doppel
| Nr. | Datum            | Turnier  | Kategorie | Belag | Partnerin              | Finalgegnerinnen                   | Ergebnis         |
| --- | ---------------- | -------- | --------- | ----- | ---------------------- | ---------------------------------- | ---------------- |
| 1.  | 7. Dezember 2019 | Iraklio  | ITF W15   | Sand  | Laura Svatíková        | Lina Glushko Oleksandra Oliynykova | 6:2, 6:4         |
| 2.  | 13. Februar 2021 | Antalya  | ITF W15   | Sand  | Caijsa Wilda Hennemann | Polina Bachmutkina Eva Garkusha    | 6:2, 6:1         |
| 3.  | 2. Oktober 2021  | Budapest | ITF W25   | Sand  | Caijsa Wilda Hennemann | Adrienn Nagy Natália Szabanin      | kampflos         |
| 4.  | 16. Oktober 2021 | Antalya  | ITF W15   | Sand  | Amarissa Kiara Tóth    | Romana Čisovská Adrienn Nagy       | 6:3, 2:6, [10:4] |